# Frunză
Frunză – miasto (rum. oraș) w północnej Mołdawii w rejonie Ocnița; liczy 1,4 tys. mieszkańców (1 stycznia 2014).
Znajduje tu się stacja kolejowa Gîrbova, położona na linii Ocnița – Żmerynka.